# Ibn Muadh al-Jayyaní
Abu-Abd-Al·lah Muhàmmad ibn Muadh al-Jayyaní (àrab: أبو عبد الله محمد بن معاذ الجياني, Abū ʿAbd Allāh Muḥammad b. Muʿāḏ al-Jayyānī) va ser un matemàtic andalusí del segle xi. Conegut indistintament com a Ibn Muadh o al-Jayyaní, el seu nom va ser llatinitzat a l'edat mitjana com Abumadh, Abhomadii, Abumaad, Abenmohat i Abenmoat.

## Vida
No es coneix gran cosa de la seva vida, tant és així que existeixen confusions amb altres personatges coetanis homònims. Potser va néixer a Jaén de família cordovesa, però algunes fonts diuen que va néixer a Còrdova. Després de peregrinar a La Meca va restar cinc anys (entre 1012 i 1016 aproximadament) a El Caire, on probablement va ser deixeble d'Ibn al-Hàytham. L'única data segura és que va fer observacions astronòmiques a Jaén l'any 1079 i que probablement també va ser cadi en aquesta mateixa ciutat.
Només es coneixen sis obres d'aquest autor (tres traduccions i tres obres originals), però han estat suficients perquè li donessin fama i passés a la història com a matemàtic i astrònom. Les seves aportacions principals són l'explicació de la raó matemàtica del difícil llibre cinquè dels Elements d'Euclides, la divulgació de la trigonometria esfèrica oriental a l'Occident europeu (sense que es conegui quines van ser les seves fonts), desenvolupar l'algorisme de càlcul conegut com a mètode equatorial de límits fixos (atribuït normalment a Regiomontanus) i les taules astronòmiques de les quals es van servir els astrònoms d'Alfons el Savi. És un dels diversos matemàtics islàmics als quals s'atribueix el teorema del sinus.

## Obres

### Manuscrits en àrab
- Maqala fi-xarh an-nisba, Comentari al concepte de raó matemàtica. Només se'n conserva un manuscrit a la Biblioteca Nacional d'Argèlia. En aquesta obra es mostra fervent partidari d'Euclides i intenta aclarir tots els problemes que sorgeixen del llibre 5é dels Elements.[6]
- Rissala fi-matrah al-suaat, Compendi sobre la projecció dels raigs. També se'n conserva només un manuscrit a la Biblioteca Medicea Laurenziana. Sembla que aquesta obra va ser molt utilitzada pels col·laboradors d'Alfons X el Savi.[7]
- Kitab mayhulat qisi al-qura, (Llibre de les incògnites dels arcs de l'esfera). Se'n conserven dos manuscrits a les biblioteques Medicea Laurenziana i del monestir de l'Escorial, tot i que el primer és incomplet. Es tracta d'un tractat complet de trigonometria esfèrica, tractada de forma abstracta, sense referir-se a l'astronomia.[8] Aquest tractat podria haver estat una font pel De triangulis (1464) de Regiomontanus (Johann Müller).[9]

### Traduccions
- Tabulae Jahen, Taules de Jaén. Traduïda al llatí per Gerard de Cremona a finals del segle xii amb el títol de Liber Tabularum iahen cum regulis suis, impresa a Nuremberg el 1549 tot i que manquen les taules própiament dites i només hi ha els cànons.[10]
- Liber de Crepusculis, Llibre sobre el crepuscle matutí i vespertí. Es conserven una traducció al hebreu feta per Samuel de Marsella i una traducció al llati de Gerard de Cremona i de la qual es conserven diferents manuscrits.[11]
- Sobre l'eclipsi de sol. Traducció a l'hebreu de Samuel de Marsella. Manuscrit conservat a la Biblioteca Nacional de França i que sembla la última obra escrita per l'autor.[12]